# تلک‌آباد
تلک‌آباد باستدلال غالب در مورد نام «تلک آباد» که مورد تأیید چندتن از استادان تاریخ هم قرار گرفته، این است که این کلمه از کلمه «طِلق» و «مُلک طلق» آمده‌است. (به کسر "ط" و سکون "ل" و "ق"). واژه طلق به معنی خالص، حلال، و بدون شریک است و در دوران پس از اسلام به املاک خاصه و بدون شریک پادشاهان پیش از اسلام گفته می‌شده‌است
تلک آباد به عنوان سرزمین حاصلخیزی که آباد شده و ملک خاص پادشاهان بوده به رسم قدیم «ملک طلق» و «طلق آباد» و سپس «تلک آباد» نامیده شده‌است
. قدمت این روستا به پیش از ورود اسلام می‌رسد.
قنات‌های تلک آباد
تلک آباد دارای هفت قنات در سبک‌های مختلف می‌باشد. چهار قنات که آب آن متعلق به تلک آباد است و سه قنات که ناکش (زهکش) جمع‌آوری نم و رطوبت تلک آباد است و از تلک آباد آبگیری می‌شده‌است.
مهم‌ترین قنات تلک آباد شیگرد است. قناتی با قدمتی نزدیک به هزار و هشتصد سال که به خاطر اینکه آب آن به شیگرد شرقی (شیریجرد) و شیگرد غربی تلک آباد می‌رسیده آن را به نام قنات شیگرد نامیده‌اند. در گذشته آب آن در بالا دست تلک آباد و بعد از آسیاب دو قسمت می‌شده و این دو قسمت به نوبت جریان می‌یافته که جوی قسمت غربی (شیگرد فعلی) تا زمان انقلاب جهت کاشت صیفی استفاده می‌شده‌است.
مهم‌ترین ویژگی این قنات دو طبقه بودن آن و جمع‌آوری آب از دو سفره آبی در عمق ۱۵متری و ۳۰ متری زمین است و با توجه به قدمت آن خیلی پیشتر از قنات دوطبقه مون حفر شده و به نوعی الگویی موفق برای حفر قنات دوطبقه محله مون بوده‌است.
دیگر شاخصه این قنات جمع‌آوری آب مصرفی دشت و محله مون اردستان (حوزه آبریز و کشت قنات دوطبقه) است و به نوعی ناکش دشت مصرفی قنات دوطبقه مون است.
این قنات بسیار بزرگ، دارای دو مادر چاه مجزا و همچنین تعداد بسیاری تونل‌های فرعی در ارتفاعات مختلف جهت جمع‌آوری آب است. یکی از مادرچاه‌های آن در محله مون و دیگری نزدیک قنات دو طبقه قرار دارد. از نکات حیرت‌انگیز این قنات آنکه در مادر چاه سمت غربی آن (داخل شهر) دو تونل به طول ۹۰ متر در عمق ۳۰ متری زمین و بدون هیچ خروجی جهت جمع‌آوری آب به نحوی ماهرانه حفر شده‌است. این عمل در آن عمق علاوه بر دانش مهندسی حفاری نیاز به دانشی جهت حفظ سلامت جان استادکاران آن دارد. برای مثال در ارتفاعات کمتر مقنی‌ها که چراغ الکتریکی دارند از دمنده هوا استفاده می‌کنند، حال آنکه مقنی‌های تلک آباد در هزاران سال پیش در اعماق زمین علاوه بر تنفس، برای روشن ماندن چراغ و روشنایی نیز به هوا احتیاج داشتند. مسائل مربوط به ریزش تونل، خروج خاک حفاری شده، ریزش آب از سفره بالایی بر تونل پایینی، بالا آمدن جریان آب و… از دیگر مسائل این شاهکار مهندسی باستانی در دل کویر است.
طبق نظر کارشناس قنات از استان یزد که در دهه هشتاد از این سازه عصر باستان دیدن نموده بود، امروزه برای ساخت چنین سازه با عظمتی باید ۸ تا۱۰ میلیون دلار هزینه کرد.
رشته قنات دست چپی قنات شیگرد که در محله مون عرب واقع شده دو طبقه است. حلقه‌های این چاه ارتفاعی مابین ۳۰ الی ۳۲ متر دارند. در طبقه بالایی این قنات و در ارتفاع ۱۵ متری رشته چاه‌های این دست قنات تونل‌هایی به طول تقریبی ۱۰ متر از سفره آبی در این ارتفاع تغذیه کرده، آب را جمع کرده، به حلقه‌های چاه رسانده و آن را بر روی سفره آبی عمق ۳۰ متر می‌ریزد. تمام رشته چاه‌های این دست قنات دوطبقه است. دست دیگر این قنات یعنی رشته چاه‌های دست راستی آن آب‌های سمت دشت بازار اردستان را جمع‌آوری می‌کند. مظهر این قنات تقریباً ۵۰۰ متر زیر جاده ترانزیت و از مظهر تا مادر چاه تقریباً ۳ الی ۴ کیلومتر می‌باشد. این قنات شگفت‌انگیز به رشته تونل‌های زیر زمینی اردستان موسوم به شهرزیر زمینی متصل است.
شغل بیشتر مردم این روستا کشاورزی و دامپروری است. از محصولات این روستا می‌توان انار رانام برد. گندم و جو و چغندر و ریحان و گلرنگ و یونجه از دیگر محصولات این روستا می‌باشد.